# Национальная академия обороны Латвии
Национальная академия обороны Латвии (NAA, латыш. Latvijas Nacionālā aizsardzības akadēmija) — высшее военное государственное учебное заведение в Латвии.
Была создана как Военная школа 13 сентября 1919 года; как академия была основана 13 февраля 1992 года.
Основной задачей Академии является подготовка профессионально образованных командных и военных специалистов для государственной обороны Латвии, организация и проведение исследований в области государственной обороны и безопасности. Национальная академия обороны реализует профессиональные программы бакалавриата (военное управление сухопутными войсками, военное управление военно-морскими силами, военное управление военно-воздушными силами), программу высшего профессионального образования второго уровня «Офицер командного состава», программу профессиональной магистратуры «Военное управление и безопасность», а также проводит обучение на квалификационных/карьерных курсах. В Академии действуют следующие кафедры: кафедра спорта, кафедра тактики, кафедра технических наук, кафедра политического управления и политологии.

## Ректоры
- полковник Валдис Матисс (30 марта 1992 — 27 февраля 1998)
- полковник-лейтенант Илмарс Виксне (27 февраля 1998 — 3 апреля 2001)
- полковник-лейтенант Юрис Маклаковс (3 апреля 2001 — 13 мая 2004)
- бригадный генерал Карлис Креслиньш (14 мая 2004 — 27 мая 2005)
- полковник-лейтенант Гунарс Упитис (28 мая 2005 — 28 сентября 2007)
- старший капитан Владимир Дрейманис (28 сентября 2007 — 30 июня 2010)
- полковник Андрис Калниньш (30 июня 2010 — 10 мая 2011)
- полковник Эгилс Лещинскис (10 мая 2011 — 19 июня 2015)
- полковник-лейтенант Георгс Керлиньш (19 июня 2015 — 8 сентября 2017)
- полковник Валтс Аболиньш[2] (8 сентября 2017 — н.в.)